# Cepões (Viseu)
Cepões is een plaats (freguesia) in de Portugese gemeente Viseu en telt 1368 inwoners (2001).